# 御橋駅
御橋駅（ぎょきょうえき、中文表記: 御桥站）は中華人民共和国上海市浦東新区北蔡鎮に位置する上海軌道交通11号線、18号線の駅。

## 概要
2020年12月26日に18号線が開業し、乗換駅となった。

## 駅構造
ホームドア設置の地下駅。11号線は島式ホーム1面2線、18号線は変則相対式ホーム2面2線。11号線と18号線の間には連絡線がある。

### のりば
※全ての路線において案内上ののりば番号は設定されていない。
| 番線                    | 路線   | 行先                                     | 備考 |
| ----------------------- | ------ | ---------------------------------------- | ---- |
| 11号線ホーム（地下2階） |        |                                          |      |
| 1                       | 11号線 | 東方体育中心・上海西駅・嘉定北・花橋方面 |      |
| 2                       | 11号線 | 迪士尼方面                               |      |
| 18号線ホーム（地下3階） |        |                                          |      |
| 3                       | 18号線 | 航頭方面                                 |      |
| 4                       | 18号線 | 竜陽路・復旦大学・長江南路方面           |      |

## 駅出口
- 1号出口 - 御橋路
- 2号出口 - 御橋路
- 3号出口 - 御青路
- 7号出口 - 御橋路
- 8号出口 - 御青路
- 9号出口 - 御青路

## 歴史
- 2013年8月31日 - 11号線開業[3]。
- 2020年12月26日 - 18号線の当駅 - 航頭駅間が開業。18号線の終着駅となる[1][2]。
- 2021年12月30日 - 18号線が長江南路駅まで延伸開業。18号線の途中駅となる[4][5]。

## バス路線
- 御橋路御山路
  - 581路、779路、969路、988路
- 御青路
  - 581路、779路、969路、988路、1051路

## 隣の駅
上海軌道交通
 11号線
羅山路駅 - 御橋駅 - 康恒路駅
 18号線
蓮渓路駅 - 御橋駅 - 康橋駅